# Clohars-Carnoët
Clohars-Carnoët (bret. Kloar-Karnoed) – miejscowość i gmina we Francji, w regionie Bretania, w departamencie Finistère.
Według danych na rok 1990 gminę zamieszkiwało 3678 osób, a gęstość zaludnienia wynosiła 106 osób/km² (wśród 1269 gmin Bretanii Clohars-Carnoët plasuje się na 131. miejscu pod względem liczby ludności, natomiast pod względem powierzchni na miejscu 205.).